# Vaihingen
Vaihingen an der Enz é uma cidade da Alemanha localizada no distrito de Ludwigsburg, na região administrativa de Estugarda, estado de Baden-Württemberg.